# David Catchings Dickson

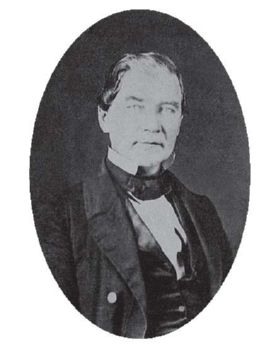

David Catchings Dickson, född 25 februari 1818 i Pike County, Mississippi, död 1880, var en amerikansk politiker (demokrat). Han var viceguvernör i Texas 1853–1855.
Dickson valdes 1845 till fredsdomare i Montgomery County, Texas och tillträdde 1849 som ledamot av underhuset i delstatens lagstiftande församling.
Dickson var talman i delstatens representanthus 1851–1853 och tjänstgjorde sedan som viceguvernör under Elisha M. Peases första mandatperiod som guvernör.